# Christoffer Styffe
Kenneth Christoffer Styffe, född 28 september 2001, är en svensk fotbollsspelare som spelar för Örgryte IS.

## Karriär
Styffe spelade ungdomsfotboll i AIK och FC Djursholm.
I augusti 2019 värvades Styffe av Dalkurd FF, där han skrev på ett 3,5-årskontrakt. Styffe gjorde sin Superettan-debut den 18 augusti 2019 i en 3–0-vinst över GAIS, där han blev inbytt i den 88:e minuten mot Dillan Ismail. Inför säsongen 2020 blev Styffe, endast 18 år, utsedd till lagkapten i Dalkurd.
I januari 2023 blev Styffe klar för Örgryte IS.